# Vriesea pinottii
Vriesea pinottii là một loài thuộc chi Vriesea. Đây là loài đặc hữu của Brasil.